# Splitska krstionica
Reljef s prikazom kralja iz Splitske krstionice
Ploče krsnog zdenca ukrašene su motivom pletera, a prikazuju kralja na prijestolju uz još dva ljudska lika. Prvotno su tvorile dio oltarne pregrade (pluteja), a o njihovu podrijetlu se nagađalo. Postoji više pretpostavki o tome koji vladar je prikazan: neki od hrvatskih kraljeva (primjerice kralj Zvonimir, okrunjen u Solinu 1075. godine); Kristov lik... Postojalo je i mišljenje kako se radi o ilustraciji evanđeoske prispodobe o okrutnom dužniku (Mt 18, 23-35) gdje bi vladar onda predstavljao Krista koji je nebeski kralj. Ipak, postoje dokazi o tome kako reljef predočuje milostivog i pravednog kralja (Rex iustus) koji je zemaljski vladar (a ne nebeski) i kako je prikazan stvaran događaj. Nema pokazatelja kako se zaista radi o Kristu.
Razumijevanje čina u kojem sudjeluju prikazani likovi otežava i činjenica da je iznad reljefa izbrisan natpis i odstranjen predmet kojeg je jedan od likova držao u rukama. Takvo brisanje upućuje na uklanjanje spomena o nečemu važnom iz događaja ili zabranu izvorne poruke, a ta nakana preinačivanja nije onda sveta i religijska, već politička. Mnogo toga upućuje na zaključak da se radi o Petru Krešimiru IV., kralju iz loze Trpimirovića.